# Le llamaban Calamidad
Le llamaban Calamidad (spanisch „Sie nannten ihn Unglück“, in Italien I bandoleros della dodicesima ora, „Die Bandoleros der zwölften Stunde“, internationaler Titel Now They Call Him Sacramento) ist ein Spaß-Italowestern, der 1972 von Alfonso Balcázar gedreht wurde. Im deutschsprachigen Raum fand der Film keinen Verleih. Er ist einer von zahlreichen Versuchen, an den Erfolg der von Terence Hill und Bud Spencer angestoßenen Form der actionreichen Filmkomödie anzuknüpfen.

## Handlung
Der falsche Priester Sacramento, sein Bruder Big Jim und ihr Vater Tequila geraten beim Zugüberfall auf einen Goldtransport mit einer Banditengruppe aneinander. Die Beute, von der sie annehmen, dass sie Regierungsgeld ist, fällt in ihre Hände – tatsächlich war sie jedoch für Farmer in der Gegend um La Paz City bestimmt, denen nun die Vertreibung von ihrem Land droht. Die Banditen, mit denen sich die drei Abenteurer auseinandersetzen mussten, arbeiten für den machthungrigen Bankier des nahegelegenen Ortes, Cray, der über ebendiese Ländereien die Kontrolle ausüben möchte und nun das Recht dazu hat. Mehrfach wechselt das Geld die Besitzer. Als Sacramento bemerkt, dass die Farmer ausschließlich weiblich sind – die hübschen Frauen haben ihre Männer verjagt, weil die nicht Mut genug hatten, gegen die Leute von Cray vorzugehen – möchte er ihnen entgegen allen Planungen helfen; Jim bringt er auf seine Seite. Tequila flieht jedoch mit der Beute; und Sacramento und Jim müssen sich mit Crays Leuten prügeln. Sie statten das Dorf mit zahlreichen Dynamitverstecken aus. Am Ende des Streites wird der ganze Ort durch eine Serie von Explosionen zerstört. Doch Gray und seine Leute sind besiegt; das Land gehört wieder den Farmern. Die drei Helden reiten davon, ohne zu bemerken, dass eine der Explosionen eine Ölader freigelegt hat.

## Kritik
Fotogramas.es sahen in der „offensichtlichen Geschichte ohne Überraschungen nur den bloßen Vorwand, um möglichst viele Prügeleien unterzubekommen“ und subsumierten: kein Anlass zur Freude. Auch Segnalazioni Cinematografiche urteilten hart, die unlogische, sprunghafte Handlung und Ideenarmut machten aus diesem komisch gemeinten Film eine üble Sache. Sie kritisierten auch die Vulgarität des Dialoges und die unterdurchschnittliche Optik.

## Bemerkungen
Die Explosionen zu Ende des Filmes waren geplant, um die Kulissen der Balcázar-Produktionen nach Abdrehen dieses letzten Western (im Jahre 1972) kostengünstig abzureißen. Sie wurden als Teil der Handlung dann integriert.
Das Filmlied Sundown Son interpretieren Dream Bags.
Erstaufführung war am 23. Dezember 1973; erst am 13. Mai 1974 lief er in Barcelona an.